# Reg Lindsay

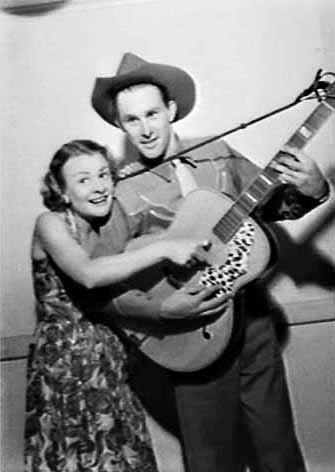
Reg Lindsay (rechts) en Joan Clarke bij radiostation 2UW Radio Theatre in Sydney in 1954

Reginald John Lindsay (Sydney, 7 juli 1929 – Newcastle (Australië), 5 augustus 2008) was een Australisch country- en western-zanger. Ook was hij songwriter.
In 1951 won hij een talentenjacht voor muzikanten op de radio in Sydney. Hiermee begon zijn carrière. Hij maakte één aantal grote hits in Australië. Ook maakte hij een nummer over de maanlanding van Neil Armstrong genaamd Armstrong. Dit was in 1971 zijn eerste grote hit. Andere grote hits waren July You're A Woman, Silence on the Line and Empty Arms Hotel. Lindsay stond in Australië ook bekend als iemand die veel geld doneerde voor het goede doel. Verder trouwde hij twee keer. De eerste vrouw heet Heather McKean en de tweede Ros Winfield.
Op 5 augustus 2008 overleed hij aan een longontsteking.

## Albums
- Secrets Of Life
- 20 Golden Country Greats
- Ten Ten Two And A Quarter
- No Slowin' Down
- 40th Anniversary Album
- The Roundup - 50th Anniversary Collection
- The Rodeo Years
- Down By The Old Slip-Rail
- Reasons To Rise

## Hoogtepunten
- Lindsay staat sinds 1977 in de Australische Hall of fame.
- Lindsay heeft in 1989 de Orde van Australië ontvangen, voor de bijdrage in de Australische muziek.
- Lindsay won drie keer een gouden gitaar award (een australische muziekprijs) voor zijn muziek.